# Mirador (revista)
Mirador fou un setmanari de literatura, art i política, fundat a Barcelona per Amadeu Hurtado i Miró el 1929. El primer número apareix el 31 de gener. La revista era una publicació de qualitat, tant des del punt de vista formal com de contingut, en la línia que les revistes culturals havien tingut en la Catalunya modernista i noucentista.
Inspirada per Amadeu Hurtado i àgilment confeccionada per Víctor Hurtado, fou una publicació essencialment catalana amb un clar sentit europeu. L'orientació política era marcadament liberal i progressista. Dirigida per Manuel Brunet i Just Cabot, que en fou el seu gran animador, les seccions "L'Aperitiu", a càrrec de Josep Maria de Sagarra, i "Mirador Indiscret", anònima i de caràcter satíric, obtingueren molt d'èxit.
Fou un setmanari profund en les idees i lleuger en el to, aplegà harmoniosament les caricatures d'Apa, els reportatges de Josep Maria Planas, Joan Tomàs, Andreu Avel·lí Artís, Manuel Mat, Jaume Passarell, Carles Sentís, Josep Maria Xicota i Cabré, etc., les crítiques d'espectacles de C. A. Jordana, Josep Palau, Joan Cortès, Màrius Gifreda i Sebastià Gasch, els comentaris d'art i literatura de Joan Teixidor, Martí de Riquer, Rafael Tasis, Rossend Llates i Enric F. Gual, els articles especials de Gaziel, Eugeni Xammar, Marcel·lí Domingo i Antoni Rovira i Virgili, i les col·laboracions de Thomas Mann, Aldous Huxley, Ilià Erenburg i Tristan Tzara.
Més enllà de les pàgines del setmanari, la revista va organitzar unes activitats extraperiodístiques pioneres, entre les quals unes «Sessions Mirador» de cinema, entre 1929 i 1936, i un programa de ràdio, «L'hora setmanal radiada de Mirador», de mitja hora de durada, a través de l'emissora EAJ-15 Radio Associació de Catalunya (RAC), al llarg d'uns mesos de 1932.
Sortí normalment fins al 13 de juliol de 1936; requisat pel PSUC, fou dirigit per Artur Perucho fins al 1938, que fou substituït per Meridià.